# 海棠路
海棠路，安徽省合肥市高新区的一条东南-西北向次干道。道路起自集贤路，止于玉兰大道正接枫林路。沿路有海棠路幼儿园、安徽省煤田地质局、创新大厦、合肥两淮豪生大酒店、合肥市桂花园小学教育集团紫园校区、吉的堡幼儿园海棠路校区、安徽省水利水电勘测设计总院有限公司、安徽新华学院等。